# Buckland St. Mary
Buckland St. Mary är en civil parish i Storbritannien.   Den ligger i grevskapet Somerset och riksdelen England, i den södra delen av landet, 210 km väster om huvudstaden London.